# 野田産業科学研究所
公益財団法人野田産業科学研究所（のださんぎょうかがくけんきゅうしょ、英: Noda Institute for Scientific Research）は、千葉県野田市にある、醸造に関する研究所である。麹菌有用遺伝子や耐塩性微生物･酵素に関する研究、発酵化学の研究者に対する助成事業を行う。

## 概要
- 設立許可日 - 1942年1月31日
- 公益財団法人設立 - 2011年4月 1日
- 主務官庁 - 内閣府
- 代表理事 - 茂木友三郎
- 所在地 - 〒278-0037 千葉県野田市野田399

## 沿革
- 1942年 - キッコーマン株式会社の基金によって、野田産業科学研究所が設立された。
- 1946年 - 醤油醸造に関する研究を開始し、醤油醸造に必要な微生物とその役割を明らかにし、新しい酵素を発見した。
- 1976年 - 遺伝子組み換え研究を開始した。
- 2000年 - 麹菌と耐塩性微生物に関する研究事業と、発酵化学の研究助成事業を開始した。

## 主な研究
テトラジェノコッカス属乳酸菌や、麹菌グルタミナーゼ遺伝子の同定など。